# Британский военный контингент в Ираке
Британский военный контингент в Ираке — группировка вооружённых сил Великобритании, принимавшая участие в войне в Ираке.

## История

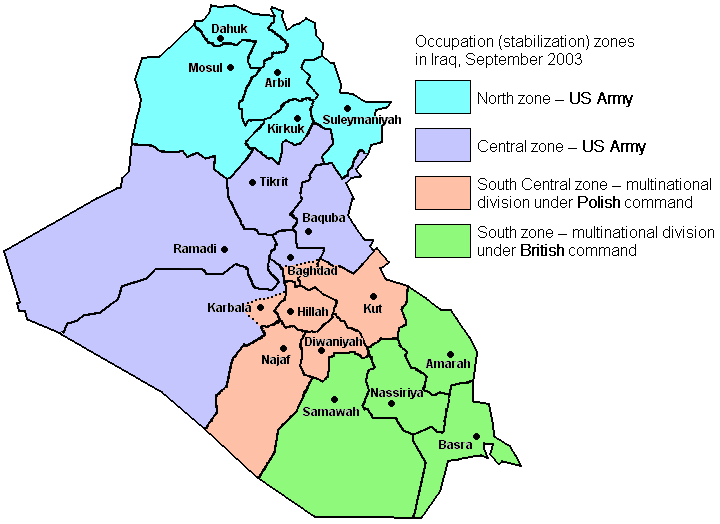
Зоны оккупации Ирака, установленные в сентябре 2003 года

Великобритания приняла активное участие в войне в Ираке: во вторжении в Ирак участвовало около 46 тыс. военнослужащих, в дальнейшем в стране был оставлен военный контингент - крупнейший по численности после контингента США.
В сентябре 2003 года территория Ирака была разделена на четыре оккупационные зоны, при этом четыре провинции на юге Ирака были выделены в британскую зону оккупации.
21 сентября 2006 года управление провинцией Ди-Кар (до этого находившейся под контролем британских и итальянских войск) было передано иракской гражданской администрации.
По состоянию на июль 2007 года, численность британского контингента составляла 5500 военнослужащих.
3 сентября 2007 года Великобритания начала сокращение численности войск в Ираке. 17 декабря 2007 года контроль над провинцией Басра был передан иракской гражданской администрации.
30 апреля 2009 года Великобритания объявила о завершении военной операции британских войск в Ираке (Operation Telic), однако около 400 военнослужащих было оставлено для обучения иракских военнослужащих. К 22 мая 2011 года ими были подготовлены 1800 иракских военнослужащих, после чего количество британских военнослужащих в Ираке было уменьшено до 44 человек, продолживших обучение в рамках операции NATO Training Mission-Iraq.
15 декабря 2011 года США объявили о победе и официальном завершении Иракской войны, однако боевые действия в стране продолжались.
В июне 2014 года боевики "Исламского государства" начали масштабное наступление на севере Ирака, после чего положение в стране осложнилось. 29 июня 2014 года на занятых ИГИЛ территориях Ирака был провозглашен халифат. 5 сентября 2014 года на саммите НАТО в Уэльсе глава государственного департамента США Джон Керри официально обратился к главам МИД и министрам обороны Австралии, Великобритании, Германии, Дании, Италии, Канады, Польши, Турции и Франции с призывом присоединиться к борьбе с ИГИЛ. 22-23 сентября 2014 года США стали наносить авиаудары по занятым ИГИЛ районам Ирака. С 3 октября 2014 года в операции начала участвовать авиатехника ВВС Великобритании (шесть "Торнадо" GR4 и один Voyager KC-2/3 с авиабазы Акротири на Кипре, а также один самолёт RC-135W с авиабазы Аль-Удэйд в Катаре).
После убийства 3 января 2020 года в Багдаде иранского генерала Касема Сулеймани по распоряжению президента США обстановка в стране осложнилась. 5 января 2020 года парламент Ирака принял решение вывести все иностранные войска с территории страны, однако это решение было проигнорировано. 11 марта 2020 года (в день рождения генерала Касема Сулеймани) по крупнейшей базе иностранных войск "Camp Taji" был нанесён ракетный удар. По официальным данным министерства обороны США, погибли 3 и были ранены 14 иностранных военнослужащих (в том числе, один военнослужащий-резервист Великобритании - капрал Brodie Gillon).
15 сентября 2020 на шоссе из "зелёной зоны" в центре Багдада к международному аэропорту автомашину британского посольства попытались вывести из строя взрывом заложенного на обочине шоссе минно-взрывного устройства, пострадавших не имелось.

## Результаты
Потери британского военного контингента в Ираке составили 179 погибших, санитарные потери в период с начала операции до 31 июля 2009 составили 3709 человек (в том числе, 537 ранеными и травмированными). В дальнейшем, потери продолжались - по данным независимого интернет-сайта iCasualties.org, в период с 1 января 2017 до 11 марта 2020 года в Ираке погибли ещё три военнослужащих Великобритании.
Следует учесть, что в британский военный контингент в Ираке не включены техника и персонал ООН, находившиеся в Ираке в рамках миссии ООН по содействию Ираку (United Nations Assistance Mission for Iraq, UNAMI), действовавшей в соответствии с резолюцией Совета Безопасности ООН № 1500 от 14 августа 2003 года.
- по официальным данным ООН, всего в Ираке погибли 36 сотрудников UNAMI, 1 из которых являлся гражданином Великобритании[11].

В перечисленные выше потери не включены потери «контрактников» сил коалиции (сотрудники иностранных частных военных и охранных компаний, компаний по разминированию, экипажи авиатехники, а также иной гражданский персонал, действующий в Ираке с разрешения и в интересах стран коалиции):
- с 2004 года вооружённые сотрудники британских частных военных и охранных компаний действовали на территории Ирака в интересах британского военного контингента в Ираке, войск США в Ираке и итальянского военного контингента в Ираке[13]
- по данным из открытых источников, в числе потерь «контрактников» международной коалиции в Ираке — по меньшей мере несколько убитых, раненых и пропавших без вести граждан Великобритании[14][15][16][17][18][19][20][21][22][23][24][25][26][27][28][29][30][31][32][33]
- следует учесть, что в число «контрактников» Великобритании в Ираке входили не только граждане Великобритании, но и граждане других государств[15] — в том числе, вооружённые охранники[25], водители автомашин, переводчики и информаторы из числа граждан Ирака. В период с 2003 до конца декабря 2020 года было убито не менее 40 переводчиков-иракцев британского военного контингента[34], среди других категорий иракских «контрактников» также были потери[35].

В перечисленные выше потери не включены сведения о финансовых расходах на участие в войне, потерях в технике, вооружении и ином военном имуществе британского контингента в Ираке.